# Лонго, Самуэле
Самуэле Лонго (итал. Samuele Longo; 12 января 1992, Вальдоббьадене) — итальянский футболист, нападающий клуба «Милан Футуро».

## Биография
Родился Самуэле Лонго 12 января 1992 года в Вальдоббьадене.
Первые свои шаги в футболе делал в молодёжной академии клуба «Тревизо», куда поступил в 2004 году. В 2009 году перешёл в молодёжную академию миланского «Интера». Будучи основным игроком молодёжного состава итальянского гранда, в марте 2012 года выиграл европейское молодёжное первенство среди клубов — NextGen Series, являющееся молодёжным аналогом Лиги чемпионов УЕФА. В списке бомбардиров турнира Лонго с пятью мячами занял 5-е место. В том же году, после победы в молодёжном первенстве Италии сезона 2011/2012, получил звание лучшего игрока турнира — премию имени Пьермарио Морозини. По ходу турнира, молодой нападающий «Интера» оформил хет-трик в ворота «Милана» в полуфинале, провёл гол в ворота «Лацио» в финале, а также забил 8 голов в рамках группового этапа.
С назначением на пост главного тренера «Интера» бывшего тренера молодёжного состава Андреа Страмаччони Самуэле Лонго стал регулярно привлекаться к тренировкам основного состава. Дебют молодого игрока за клуб состоялся 13 мая 2012 года, в матче последнего тура чемпионата Италии 2011/12 против «Лацио», где он появился на поле за 15 минут до финального свистка.
В следующем сезоне 8 августа 2012 года в матче лиги Европы против «Хайдука» Лонго дебютировал за клуб на международной арене, выйдя на замену. 28 августа 2012 года, по прошествии первого тура чемпионата Италии, Лонго, так и не выйдя на поле, сроком на один год был отдан в аренду испанскому клубу «Эспаньол».
Отданный в аренду Самуэле Лонго по прибытии в «Эспаньол» получил 12-й номер. Дебют итальянского футболиста за новый клуб состоялся 2 сентября 2012 года в матче чемпионата Испании против «Леванте», завершившемся победой валенсийцев со счетом 3:2. Итальянец вышел на поле с первых минут и отыграл весь матч, став автором одного из мячей. Во втором туре первенства Испании, «Эспаньол» принимал «Атлетик» из Бильбао. Матч завершился ничьей 3:3. Лонго вышел в основе, забил гол и сделал результативную передачу, а на 81-й минуте получил красную карточку.
В январе 2019 года Лонго отправился в аренду в «Кремонезе».

## Карьера в сборной
Первый вызов в национальную сборную Самуэле Лонго получил из сборной Италии до 19 лет. Сразу после этого последовал вызов в сборную до 20 лет, где Лонго в 5 матчах забил 2 мяча. С 2012 года вызывается в сборную Италии до 21 года.

## Достижения

### Командные
- Победитель молодёжного первенства Италии: 2011/12
- Победитель молодёжной лиги чемпионов NextGen Series: 2011/12

### Личные
- Лучший игрок молодёжного первенства Италии: 2011/12

## Статистика выступлений
| Сезон             | Клуб              | Лига              | Чемпионат | Чемпионат | Кубок | Кубок | Еврокубки | Еврокубки | Суперкубок | Суперкубок |  | Всего за сезон | Всего за сезон |
| Сезон             | Клуб              | Лига              | Игры      | Голы      | Игры  | Голы  | Игры      | Голы      | Игры       | Голы       |  | Игры           | Голы           |
| ----------------- | ----------------- | ----------------- | --------- | --------- | ----- | ----- | --------- | --------- | ---------- | ---------- |  | -------------- | -------------- |
| 2011/12           | Интернационале    | Серия А           | 1         | 0         | 0     | 0     | 0         | 0         | —          | —          |  | 1              | 0              |
| 2012/13           | Интернационале    | Серия А           | 0         | 0         | 0     | 0     | 1         | 0         | —          | —          |  | 1              | 0              |
| Всего за Интер    | Всего за Интер    | Всего за Интер    | 1         | 0         | 0     | 0     | 1         | 0         | —          | —          |  | 2              | 0              |
| 2012/13           | → Эспаньол        | Примера           | 10        | 3         | 1     | 0     | 0         | 0         | 0          | 0          |  | 11             | 3              |
| Всего за Эспаньол | Всего за Эспаньол | Всего за Эспаньол | 10        | 3         | 1     | 0     | 0         | 0         | —          | —          |  | 11             | 3              |
|                   |                   |                   |           |           |       |       |           |           |            |            |  |                |                |
| Всего за карьеру  | Всего за карьеру  | Всего за карьеру  | 11        | 3         | 1     | 0     | 1         | 0         | —          | —          |  | 13             | 3              |